# Ulrich R. Fölsch
Ulrich Robert Fölsch (* 1943 in Glogau, Provinz Niederschlesien, heute Głogów, Polen) ist ein deutscher Internist (Gastroenterologie) und emeritierter Professor an der Christian-Albrechts-Universität Kiel.

## Leben und Wirken
Fölsch studierte in Berlin Zürich und Heidelberg Medizin. Ein Forschungsaufenthalt führte ihn an die University of Dundee. 1979 habilitierte er sich an der Georg-August-Universität Göttingen für das Fach Innere Medizin. 1990 erhielt Fölsch einen Ruf an die Christian-Albrechts-Universität zu Kiel (seit 2003 Campus Kiel des Universitätsklinikums Schleswig-Holstein). 2009 wurde er emeritiert, sein Nachfolger wurde Stefan Schreiber. Von 2011 bis 2020 war Fölsch Generalsekretär der Deutschen Gesellschaft für Innere Medizin(DGIM), Nachfolger in dieser Position wurde Georg Ertl.
Als Generalsekretär der DGIM widmete er sich in besonderer Weise der NS-Vergangenheit dieser Fachgesellschaft. Er zählt zu den Herausgebern einer von den Historikern Ralf Forsbach und Hans-Georg Hofer erarbeiteten Studie über die DGIM in der NS-Zeit und den nachfolgenden Jahrzehnten.
Wissenschaftlich befasste sich Fölsch mit der hormonalen und molekularen Steuerung der exkretorischen Leistung des Pankreas und mit der molekularen Regulation des Wachstums des Pankreaskarzinoms. Er beschäftigte sich mit der endoskopischen Diagnostik und der endoskopischen Therapie von Erkrankungen der Gallenwege und des Pankreas. Fölsch und Mitarbeiter leisteten wichtige Beiträge zur genetischen Typisierung des Morbus Crohn.

## Auszeichnungen (Auswahl)
- 1979 Theodor-Frerichs-Preis[2]
- 2004 Vorsitzender der Deutschen Gesellschaft für Innere Medizin
- 2010 Ehrenmitglied der Deutschen Gesellschaft für Innere Medizin[3]
- 2012 Ehrendoktor der Medizinischen und Pharmazeutischen Universität Carol Davila (Rumänien)
- 2017 Walter-Siegenthaler-Medaille[4]
- 2021 Leopold-Lichtwitz-Medaille[5]